# 1625 en France
Chronologie de la France
- 1621
- 1622
- 1623
- 1624
- 1625
- 1626
- 1627
- 1628
- 1629

## Événements
- Janvier-février : révolte des protestants et du duc de Rohan en Languedoc et de Soubise à l’île de Ré et l’île d’Oléron[1].

- 17 janvier : coup de main sur le Blavet pratiqué par le prince de Soubise, l’un des chefs des calvinistes, qui s’empare de six grands navires royaux[1].

- 30 janvier : Soubise réussit à quitter le port du Blavet où il était bloqué par les troupes royales et s’empare de l’île d’Oléron[1].

- 4 mars : le connétable Lesdiguières et le duc de Savoie rassemblent leurs troupes à Asti et lancent une expédition contre Gênes. Ils entrent en Ligurie, prennent Capriata, Novi et Rossiglione, assiègent Gavi prise le 22 avril, mais Lesdiguières ne veut pas risquer d’assiéger Gênes sans flotte, alors que les Génois sont secourus par les Espagnols du duc de Feria[2],[3].

- 15 avril : les habitants de Castres votent l’union avec La Rochelle. Rohan se fait déclarer chef des églises réformées (avril) et soulève une partie du Languedoc et du comté de Foix[4]. En mai, la révolte des protestants s’étend du Haut-Languedoc au Quercy, au Rouergue et aux Cévennes[1].

- 17 avril : Vincent de Paul fonde par contrat la Congrégation de la Mission (Lazaristes) pour évangéliser les pauvres des campagnes et venir à leur secours[5]. Les lazaristes élisent domicile au prieuré de Saint-Lazare en 1632.

- 1er mai : après avoir réuni 2000 hommes de pieds et 400 cavaliers, Rohan attaque Lavaur sans succès mais prend Réalmont[6].

- 7 mai : Saint-Cyran prêche à Port-Royal des Champs[7].

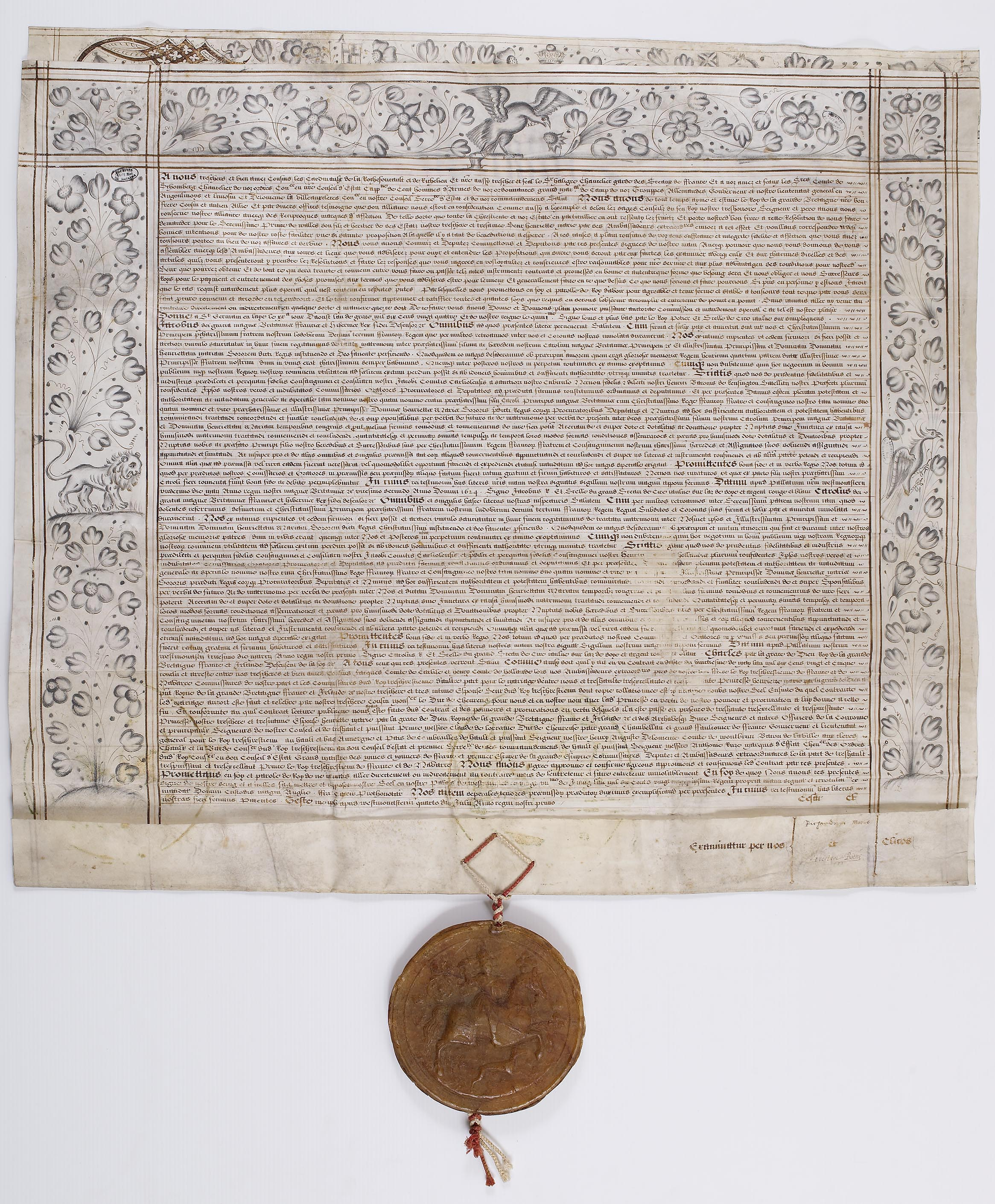
Contrat de mariage de Charles Ier et de Henriette Marie de France, 4 juillet 1625. Archives Nationales.

- 11 mai : mariage par procuration d’Henriette de France, sœur du roi, avec Charles Ier d’Angleterre[1].

- 24 mai : le duc de Buckingham, chargé d’aller chercher la nouvelle reine, arrive à Paris ; il échoue dans ses négociations auprès de Richelieu pour obtenir une alliance en vue de la reconquête du Palatinat[1].

- Mai : le maréchal de Thémines attaque Castres défendue par la duchesse de Rohan. Les catholiques ravagent les alentours de la ville[6].

- 4 juin : l’assemblée provinciale réunie à Castres confirme la nomination de Rohan comme général des Églises réformées[8].
- 14 juin : Incident d'Amiens au cours duquel le duc de Buckingham se montre trop entreprenant auprès d'Anne d'Autriche.
- 25 juin : l’assemblée provinciale des protestants des Cévennes réunie par Rohan à Anduze vote l’union avec La Rochelle[6].

- 16 juillet : victoire navale de Soubise contre la flotte royale, assistée des vaisseaux hollandais de l’amiral Haultain devant La Rochelle[6].

- 5 août : l’armée du duc de Feria est arrêtée par le duc de Savoie retranché entre Verrua et Crescentino sur le Pô. Le 17 novembre, le duc de Feria lève le siège de Verrua à l'annonce de l’arrivée de troupes françaises[2].

- 11 septembre : Thémines assiège Rohan dans le Mas-d’Azil, qui résiste[9].
- 14 septembre : Saint-Luc, Toiras et La Rochefoucauld attaquent l’armée de Soubise à l’île de Ré ; Soubise prend la fuite à Oléron ; les derniers protestants se rendent le 18 septembre[2].

- 17 septembre : la flotte royale défait Soubise devant Oléron. Il se réfugie en Angleterre[10].

- 29 septembre : au Conseil du roi réuni à Fontainebleau, Louis XIII se montre intransigeant à propos de la Valteline[11].

- 13 octobre : échec de Thémines au Mas-d’Azil. Les troupes royales se retirent sans prendre la place[9].